# Marles-les-Mines
Marles-les-Mines és un municipi francès situat al departament del Pas de Calais i a la regió dels Alts de França. L'any 2007 tenia 5.766 habitants.

## Demografia

### Població
El 2007 la població de fet de Marles-les-Mines era de 5.766 persones. Hi havia 2.441 famílies de les quals 840 eren unipersonals (231 homes vivint sols i 609 dones vivint soles), 636 parelles sense fills, 721 parelles amb fills i 244 famílies monoparentals amb fills.
La població ha evolucionat segons el següent gràfic:
Habitants censats

### Habitatges
El 2007 hi havia 2.632 habitatges, 2.491 eren l'habitatge principal de la família, 7 eren segones residències i 134 estaven desocupats. 2.491 eren cases i 95 eren apartaments. Dels 2.491 habitatges principals, 668 estaven ocupats pels seus propietaris, 1.417 estaven llogats i ocupats pels llogaters i 405 estaven cedits a títol gratuït; 52 tenien una cambra, 138 en tenien dues, 506 en tenien tres, 980 en tenien quatre i 815 en tenien cinc o més. 1.563 habitatges disposaven pel capbaix d'una plaça de pàrquing. A 1.073 habitatges hi havia un automòbil i a 484 n'hi havia dos o més.

### Piràmide de població
La piràmide de població per edats i sexe el 2009 era:
| Homes | Edats   | Dones |
| ----- | ------- | ----- |
| 4     | 95 o +  | 5     |
| 5     | 90 a 94 | 26    |
| 21    | 85 a 89 | 97    |
| 64    | 80 a 84 | 128   |
| 199   | 75 a 79 | 258   |
| 148   | 70 a 74 | 278   |
| 156   | 65 a 69 | 266   |
| 95    | 60 a 64 | 163   |
| 73    | 55 a 59 | 69    |
| 191   | 50 a 54 | 201   |
| 227   | 45 a 49 | 208   |
| 239   | 40 a 44 | 219   |
| 170   | 35 a 39 | 165   |
| 139   | 30 a 34 | 129   |
| 167   | 25 a 29 | 172   |
| 201   | 20 a 24 | 171   |
| 252   | 15 a 19 | 250   |
| 202   | 10 a 14 | 205   |
| 173   | 5 a 9   | 158   |
| 159   | 0 a 4   | 103   |

## Economia
El 2007 la població en edat de treballar era de 3.373 persones, 2.074 eren actives i 1.299 eren inactives. De les 2.074 persones actives 1.657 estaven ocupades (1.037 homes i 620 dones) i 418 estaven aturades (206 homes i 212 dones). De les 1.299 persones inactives 235 estaven jubilades, 341 estaven estudiant i 723 estaven classificades com a «altres inactius».

### Ingressos
El 2009 a Marles-les-Mines hi havia 2.467 unitats fiscals que integraven 5.766 persones, la mediana anual d'ingressos fiscals per persona era de 11.939 €.

### Activitats econòmiques
Dels 95 establiments que hi havia el 2007, 1 era d'una empresa alimentària, 1 d'una empresa de fabricació de material elèctric, 2 d'empreses de fabricació d'altres productes industrials, 11 d'empreses de construcció, 30 d'empreses de comerç i reparació d'automòbils, 2 d'empreses de transport, 6 d'empreses d'hostatgeria i restauració, 4 d'empreses financeres, 2 d'empreses immobiliàries, 6 d'empreses de serveis, 16 d'entitats de l'administració pública i 14 d'empreses classificades com a «altres activitats de serveis».
Dels 29 establiments de servei als particulars que hi havia el 2009, 1 era una comissaria de policia, 1 oficina de correu, 1 una oficina bancària, 4 tallers de reparació d'automòbils i de material agrícola, 1 autoescola, 1 paleta, 2 fusteries, 1 lampisteria, 4 electricistes, 11 perruqueries, 1 veterinari i 1 restaurant.
Dels 18 establiments comercials que hi havia el 2009, 2 eren supermercats, 1 un supermercat, 2 botiges de menys de 120 m², 2 fleques, 2 carnisseries, 1 una peixateria, 2 botigues d'equipament de la llar, 1 una botiga d'equipament de la llar, 1 una botiga d'electrodomèstics, 1 una botiga de mobles, 1 una botiga de material de revestiment de parets i terra i 2 floristeries.

## Equipaments sanitaris i escolars
El 2009 hi havia 3 farmàcies i 1 ambulància.
El 2009 hi havia 1 escola maternal i 3 escoles elementals. Marles-les-Mines disposava d'un col·legi d'educació secundària amb 475 alumnes.

## Poblacions més properes
El següent diagrama mostra les poblacions més properes.